# De Economist
De Economist is een Nederlands tijdschrift op het gebied van de economie, opgericht in 1852. Rond 1975 begonnen artikelen in het Engels te verschijnen. Het tijdschrift, nu De Economist. Netherlands Economic Review, is sindsdien geheel Engelstalig geworden. Het moet niet worden verward met het Britse The Economist.
De oprichter van De Economist, mr. Jacob Leonard de Bruyn Kops, gaf het in 1852 de ondertitel ‘Tijdschrift voor alle standen, ter bevordering van volkswelvaart, door verspreiding van eenvoudige beginselen van staathuishoudkunde.’ Deze woorden geven een indruk van de toenmalige economische wetenschap, en ook van Nederland rond 1850. Het land was vergeleken met nu dun bevolkt, 3 miljoen inwoners, van wie meer dan de helft maar nauwelijks in de levensbehoeften kon voorzien. Bevordering van de volkswelvaart was een dringende noodzaak. Mensen als De Bruyn Kops zagen dat hier allereerst informatie nodig was over economische ontwikkelingen, en inzicht in de ‘eenvoudige beginselen’ van economische processen. De 19de-eeuwse jaargangen van De Economist zijn een weergave van wat er in de wereld gebeurde op het gebied van industrie, landbouw, technologie, verkeersinfrastructuur, armoedebestrijding, volksgezondheid en wet- en regelgeving.
Vanaf het begin van de 20ste eeuw veranderde De Economist, omdat ook de economische wetenschap zich sterk ontwikkelde. De ‘eenvoudige beginselen’ hoorden bij 1852. Rond 1900 waren de dataverzamelingen veel groter en maakten de statistieken de eerste voorzichtige prognoses mogelijk. In plaats van voor ‘alle standen’ werd De Economist in de 20ste eeuw een vakblad voor de economische wetenschap en het grote bedrijfsleven. De 19de-eeuwse feitenverzamelingen en opiniestukken maakten plaats voor wetenschappelijke modellen, economische theorie en analyses. Het tijdschrift verscheen in de jaren 1933 tot 1962 onder de hoede van het Nederlands Economisch Instituut en later van de Koninklijke Vereniging voor de Staathuishoudkunde.
Evenals andere vooraanstaande vakbladen laat ook De Economist de toegenomen schaalvergroting van de wetenschappelijke uitgeverij zien. Het tijdschrift werd aanvankelijk uitgegeven door J.B. Gebhard en Co. (Amsterdam), later door De Erven Bohn (Amsterdam), Stenfert Kroese (Leiden), vervolgens door Kluwer en sind 2004 door het Springer Concern (Springer Science+Business Media). Het is geïndexeerd in Web of Science en andere internationale databases van wetenschappelijke literatuur. De Impact factor over 2010 was 0,62.